# Exolontha umbraculata
Exolontha umbraculata är en skalbaggsart som beskrevs av Hermann Burmeister 1855. Exolontha umbraculata ingår i släktet Exolontha och familjen Melolonthidae. Inga underarter finns listade i Catalogue of Life.